# Joaquim Vidal Nunell
Joaquim Vidal i Nunell (Barcelona, 1 de juliol de 1880 - Barcelona, 12 de febrer de 1964) fou un professor de música i mestre de cant català.

## Biografia
Joaquim Vidal va néixer al carrer del Comte Borrell de Barcelona, fill de Joaquim Vidal i d'Antònia Nunell i Camisó, ambdós de Barcelona.
Els seus pares volien dedicar-lo al comerç, però desistiren de la seva dèria a la vista de la inclinació que el seu fill sentia per la música, i resolgueren fer-lo ingressar en el Conservatori del Liceu, on cursà els estudis de piano, harmonia i composició, que acabà de manera brillant als divuit anys, essent anomenat seguidament professor auxiliar de teoria, solfeig i piano, i dos anys més tard se li concedí el càrrec de professor efectiu de teoria i solfeig.
Ensems que exercia el professorat, era subdirector de l'Acadèmia de Cant del baríton Eugeni Labán, que fou el seu mestre de vocalització, i ací fou on va adquirir els coneixements tècnics per a dedicar-se a la impostació de la veu, coneixements que perfeccionà amb intensos estudis particulars que el penjaren en la categoria dels millors mestres de canta nacionals. Per aquesta època també era director de l'orfeó Ars Chorum, i més tard ho fou dels orfeons Associació Musical de Barcelona, de l'Orfeó Barcelonès i de la Institució de Cantaires de Catalunya.
El 1911 fou nomenat professor de cant del Conservatori del Liceu, en la vacant que deixà Gonçal Tintorer, i en aquesta data és quan comença a desplegar tota la seva activitat amb l'objecte de desenvolupar i posar en execució els seus projectes pel foment de l'òpera i de l'opereta. I efectivament, dos anys després d'exercir el càrrec de professor de cant, el 1913, organitzà la representació del tercer acte del Rigoletto i d'I Pagliacci, que tingué lloc en el teatre del Conservatori, i en el qual prengueren part solament els seus alumnes. El resultat assolit no va poder esser més feliç, i entre les moltes felicitacions que va rebre ni havia una molt expressiva del president de la Junta del Govern del Conservatori.

Estimulat per l'èxit aconseguit, es dedicà a donar representacions d'òpera en les més importants ciutats de Catalunya, posant en escena Marina, La Bohème, Rigoletto, Il barbiere di Siviglia i La traviata, totes cantades pels seus deixebles. Aquesta labor que havia emprès no era sinó el principi per arribar a former la institució que Vidal Nunell havia concebut i a la que hauria de dedicar en l'esdevenidor tots els seus afanys, on els que es dediquessin a l'estudi de l'art líric fessin pràctiques en escena per adquirir soltesa i desembaràs en els moviments, i posar-los en condicions, al presentar-se en públic, de veure's lliures de les múltiples preocupacions que embargaven als debutants.
| « | de tothom és sabut -deia Vidal Nunell en un manifest- els innumerables esculls que se li presenten a un estudiant de l'art líric al tenir d'efectuar el seu debut, o sigui la seva primera presentació en públic...Totes aquestes dificultats (ho en part almenys) desapareixerien subjectant al estudiant a una pràctica continuada i constant des del començament dels seus estudis.. A tal objecte, doncs, van encaminats els meus propòsits, al instituir les sessions pràctiques... | » |

Una prova de l'eficàcia d'aquest sistema de Vidal Nunell la donà l'eminent soprano Mercè Capsir en la seva presentació en el Gran Teatre del Liceu de Barcelona. Gran fou el seu empenyorament i molts els esforços que va fer perquè la seva idea de crear les sessions pràctiques arribessin a esser realitat, i ha aquest fi, el març de 1916, establí un compromís amb l'empresari del teatre Auditorium. Repartí un manifest per a reunir abonats, però foren molt poques les persones que respongueren a aquest clam. Fent front a tots els obstacles i contrarietats i sacrificant els seus interessos donà la primera sessió el 24 d'abril de 1916 en l'Auditorium, passant més tard al Coliseu Pompeia, que es va veure obligat a abandonar per les pèrdues que li reportava.
Per a continuar les seves representacions, va poder aconseguir el teatre de l'Ateneu Obrer del districte II, i la primera representació que va donar en aquest local fou el 21 de desembre de 1919 amb l'òpera Rigoletto. El 1923 actuà en el Teatre Escola; el 1924, en l'Ateneu Sant Gervasi, i el 1925 recomençà les seves sessions en l'Ateneu Obrer; més clausurat aquest local per orde governativa, l'any 1926 hagué d'actuar en la sala Parthenon.
Després d'incessants i laborioses gestions, aconseguí aixecar la clausura de l'Ateneu Obrer, després d'haver efectuat les reformes que exigia el reglament d'espectacles, restant establerta llavors en aquest local la seva acadèmia pràctica. En aquest grans reformes fins a convertir-lo en una de les sales d'espectacles més elegants de Barcelona. Li'n donà el nom de Capsir en just homenatge la seva eminent deixeble Mercè Capsir, que prengué part en la inauguració, acte en el qual es presentà l'òpera de Donizetti Lucia di Lammermoor, en la qual actuaren amb la mencionada soprano els deixebles més notables de Vidal Nunell.
En dues ocasions va poder veure realitzat el seu afany que la creació del Teatre Líric Pràctic arribes a esser un fet. El 1916 s'anava ja a emprendre la construcció d'un gran teatre com arranjament al projecte que ell havia concebut, i quan tot estava disposat i en condicions perquè entrés en vies d'execució, la mort inesperada del principal impulsor de l'obra vingué a impedir que tingués efecte. L'altra ocasió fou en temps de la dictadura del general Primo de Rivera, perquè arribà a coneixement del govern la gran tasca que des de feia anys venia portant a fi per aconseguir els seus plans d'ensenyança de l'art líric, li oferí tot el seu suport. Tampoc aquesta vegada arribà a esser realitat el seu projecte per la caiguda del règim.
Des de llavors Vidal Nunell continuà amb força i constància la seva feina educativa: però sense deixar per això de posar-se en contacte amb els organismes representatius de l'Estat, per interessar-los en la seva idea de la creació del Teatre Líric Pràctic. El govern del general Primo de Rivera li atorgà la medalla del Treball, en atenció a la seva magna obra cultural que restava portanta fi. Amb aquest motiu se celebrà un gran festival en la Sala Capsir, organitzat pels alumnes del Teatre Líric Pràctic, i en un banquet d'homenatge se li feu entrega de les insígnies i de la medalla.
Entre els seus nombrosos deixebles s'han destacat en l'òpera Mercè Capsir, Josefina Blanch, Victoria de los Ángeles,
Margot Pey, Maria Alejaldre, Felip Santagostino, Víctor Damiano, Joaquim Alsina, Joan Fonoll, Josep Farré, i en l'opereta, Mari Isaura, Montserrat Viladoms, Paquita Rodoreda i Josep Goula.